# Dipterocarpus hispidus
Dipterocarpus hispidus är en tvåhjärtbladig växtart som beskrevs av Thw.. Dipterocarpus hispidus ingår i släktet Dipterocarpus och familjen Dipterocarpaceae. Inga underarter finns listade i Catalogue of Life.